# Patricia Routledge
Dame Katherine Patricia Routledge, DBE (ur. 17 lutego 1929 w Tranmere) – angielska aktorka, komediantka, prezenterka i piosenkarka.

## Życiorys
Urodziła się w Tranmere jako córka Catherine (z domu Perry) i Izaaka Routledge’a, przemysłowca galanteryjnego. Studiowała na prestiżowym University of Liverpool oraz w Szkole Teatralnej przy Bristol Old Vic. 
Zadebiutowała na Broadwayu w 1966. Zagrała w kilkudziesięciu produkcjach filmowych oraz wielu sztukach teatralnych. Najbardziej znana stała się dzięki głównej roli w serialu Co ludzie powiedzą?, w którym zagrała snobistyczną panią domu, starającą się przekonać wszystkich co do swojej przynależności do wyższych sfer. W Wielkiej Brytanii dużą popularnością cieszy się kryminalny serial Śledztwa Hetty Wainthropp, w którym gra główną rolę – panią detektyw.
W 2004 została odznaczona Orderem Imperium Brytyjskiego. Nigdy nie wyszła za mąż i nie ma dzieci.